# بهار (همدان)
بهار شهری از توابع بخش مرکزی شهرستان بهار در استان همدان است که در ۱۵ کیلومتری شمال غرب شهر همدان قرار دارد. این شهر از لحاظ کشاورزی رتبهٔ اوّل تولید و صادرات سیب‌زمینی کشور و رتبه دوم سیر استان را دارا است.

## نام
نام قدیم این شهر چمن بوده است. برخی معتقدند این شهر به خاطر آب و هوای خوش به این نام معروف شده‌است. برخی نیز معتقدند نام این شهر برگرفته از ایل بهارلو است که در این منطقه سکونت داشتند. مردمانش به زبان ترکی آذربایجانی سخن می‌گویند.

## پیشینه
سابقه تاریخی شهر بهار بر اساس اسناد مکتوب تا دوران صفویه قطعی بوده‌است.
شهر بهار خاستگاه ایل بزرگ بهارلو است. قبیله ییوا یا ایوا یکی از قبایل ۲۴ گانه ترکهای
اوغوز بعد از سکونت در دشت بهار به بهارلو معروف شدند. این قبیله مهم‌ترین تکیه گاه حکومت قراقویونلوها بودند. سندی که تا زمان صفوی موجودیت بهار را به اثبات می‌رساند همان حضور جعفرخان زند است که مدتی در بهار مقیم بوده و مبیین تأثیرگذاری مردان این دیار در معادلات سیاسی و فرهنگی کشور است.
حمدالله مستوفی جغرافی‌دان قرن هفتم در نزهةالقلوب، منطقه‌ای که بهار در آن واقع شده را با نام فریوار می‌شناسد و می‌نویسد:
همدان ولایتش پنج ناحیت دارد. اول فریوار در حوالی شهر است تا دو فرسنگی (در سمت اسدآباد) هفتاد و پنج پاره دیه است و شهرستانه و لالجین و فخرآباد و قاسم‌آباد و کوشک‌باغ و… از حساب فریوار است.
اصطلاح فریوار در قرن پنجم هـ. ق از زبان راوندی آمده‌است.
بهار تا نیم قرن اخیر دهستانی معتبر و مرکز بخش سیمینه رود بوده‌است.
خرابه‌های قلعهٔ شهر، به‌نام «دئولر قلعه سی» هنوز موجود است. در پیشینهٔ تاریخی بهار چه پیش از اسلام و چه بعد از اسلام ابهام جدی وجود دارد.

## کشاورزی
از دیرباز به علت مسطح و دشتی بودن مراتع و همچنین وجود قنات و رودهای دائمی در این شهرستان، کشاورزی وباغداری رونق فراوانی داشته‌است. هم‌اکنون انواع سیب زمینی‌های بذری وارداتی و خوراکی با بالاترین استاندارد و کیفیت در این شهرستان تولید می‌گردد. از دیگر محصولات کشاورزی می‌توان به سیر سفید خشک، سیرقرمز، گندم و جو، دانه‌های روغنی، گردو و میوهای سر درختی نظیر آلو، گردو و همچنین گوجه فرنگی، خربزه، هندوانه و انواع انگور اشاره کرد. در سالهای اخیر با مکانیزه شدن کشاورزی، نیاز به تولید بیشتر و جستجوی زمین‌های بکر و حاصلخیر، بهاری‌ها اقدام به کشت فراسرزمینی در سایر استان‌ها و حتی کشورهای همجوار نموده‌اند. در دو سال گذشته کمبود بارندگی باعث افزایش مشکلات در زمینه آب‌های زیر زمینی و سطح زیر کشت گردیده‌است.

## اقلیم
در سال ۱۳۸۷ شهرستان بهار تعداد ۷۰ روستای دارای سکنه معادل ۳/۶ درصد از کل روستاهای دارای سکنه استان همدان را به خود اختصاص داده‌است. این شهرستان از نظر طبیعی، دارای آب و هوای خشک _ سرد و رژیم بارندگی آن از تیپ اقلیم مدیترانه‌ای است. رشته کوه الوند و شهر همدان در جنوب غربی و غرب شهرستان بهار قرار دارد. بقیهٔ وسعت شهرستان را دشت «بهار» در بر می‌گیرد. نقطه خروجی آب‌های بهار در کوشک آباد با ارتفاع ۱۶۸۰ متر واقع گردیده‌است. رودخانه‌های جاری این شهرستان عبارتند از: رودخانه سِیمینه‌رود صالح آباد، بهادربیگ و قره آغاج
ساکنان بهار از قدیم به شغل باغ‌داری و بوستانکاری اشتغال داشتند.

## دشت‌های بهار
کاربرد اراضی بهار به سبب مشاغل مردم این خطه که اصالتاً باغ‌دار و بوستان‌کار بودند، شکل گرفته بود. یعنی زمین‌های حاشیهٔ شهر تماماً تاکستان بود و پرورش باغ انگور بهار را حقیقتاً هیچ‌یک از اقوام ایرانی بلد نبودند.
دشت‌های بهار که متعاقب باغات بهار آغاز و امتداد می‌یافت در گذشته برای کشت هندوانه و خربزه بکار گرفته می‌شد. تخصص فوق‌العاده و منحصر به فرد زارعین بهار در کشت بُستان یعنی عمل آوری هندوانه وخربزه بی‌نظیر و زبانزد است.
یکی از اصول تغییرناپذیر بوستان‌کاری سنتی، اختصاص زمین بایر (بُعن ـ بُعت) بود که بقول اساتید این فن، زمین مزروعی که یکبار کشت هندوانه یا خربزه در آن انجام می‌پذیرفت دیگر قابل کشت این دو محصول نبود. این موضوع باعث می‌شد برای تهیهٔ زمین بایر، بوستان‌کاران بهاری اطراف و اکناف ایران را درنوردند و تواماً امتزاج فرهنگی ایجاد کنند. در گذشته مردان گمنامی همچون (حسین فرهانی) معروف به سیمراد، علی‌بهاری و رضا بهاری از پیشکسوتان روابط با اقوام دیگر به‌ویژه کرد‌ها بودند.

### دشت کوزه گران
شهرت شهر بهار از قدیم‌الایام به دشت‌های آن به ویژه «دشت قرق» و «دشت کوزه‌گران» بود و کوزه‌گران جلگه‌ای است منتهی به دامنه‌های کوه الوند که کهن‌ترین مسیر ارتباط پایتخت کشور ماد به سمت مغرب و جنوب غربی ایران یعنی به سرزمین‌های شوش، بابل، کد و سومر از این ناحیه عبور می‌نمود. اکنون آزاد راه همدان - کرمانشاه - سنندج و سه‌راهی معروف به گلوگاه، محل تلاقی غرب کشور با مرکز، در دشت کوزه گران قرار دارد.

### دشت قرق
دشت قرق مکانی است با شرایط شکارگاهی و سبزه‌زار از گذشته‌های دور. تا چند دههٔ اخیر که چاه‌های عمیق این ناحیه حفر نشده بود در قرق بهار - منطقه‌ای در جنب بهار - تالابی وجود داشت نسبتاً عمیق که در میان گیاهان مردابی آن انواع پرندگان مهاجر به چرا می‌پرداختند و همچنین محل صید ماهی و مرغابی برای صیادان بود.
تالاب دشت قرق که در گذشته بسیار وسیع‌تر بوده در دورهٔ هخامنشی به دریاچهٔ زراومند مشهور بود و در عصر ساسانیان به بهرام آوند شهرت داشت. در رسالهٔ پهلوی شهرستان‌های ایران نیز بدان اشاره شده‌است. موقعیت قرق‌بهار را به لحاظ جغرافیایی درّّه الوند محسوب شده و اینجا پست‌ترین نقطهٔ شمالی جبال الوند است که اکثر آب‌هایی که از قلل مرتفع الوند سرازیر می‌شود در این ناحیه تالابی تشکیل می‌دهد.
اکنون بیش از یکصد حلقه چاه فعال و نیمه فعال کار پمپاژ دائمی آب را از قرق‌بهار جهت تأمین بحران آب شرب شهر همدان انجام می‌دهند. به استناد برخی متون کهن بهرام گور همراه اسبش در این باتلاق عمیق فرو رفت و تلاش‌ها برای یافتن او بی‌ثمر ماند.

## نمایندگان بهار
شهر بهار، قبل از انقلاب اسلامی ایران نمایندگانی به مجلس شورای ملی فرستاده بود، ولی متأسفانه در آن دوران از افراد غیر بومی برای نمایندگی انتخاب می‌شد که اولویت‌های مردم برای ایشان اهمیت نداشت. فقط فرصتی بود تا آن نمایندگان به مدارج عالی صعود نمایند. اغلب نمایندگان از شهر همدان یا حتی از تهران نامزد نمایندگی می‌شدند که پیوند دورادوری با سکنه این دیار داشتند.
پس از پیروزی انقلاب اسلامی ایران تا مدتی، همین رویه ادامه داشت یعنی نمایندگان مردم از افراد غیره بومی انتخاب شدند که دستاورد برخی از آن‌ها به ضرر منافع مردم این دیار می‌شد. شهر بهار از چهار جهت نیاز مبرم به پل گذری داشت که هیچگاه نمایندگان این خطه به این نیاز اساسی توجه ننمودند و یا اصلاً نمی‌دانستند منافع مردم اینجا چیست. در دورهٔ پنجم و ششم مجلس شورای اسلامی رضا طلایی نیک نمایندگی شهر بهار و کبودرآهنگ را بر عهده گرفت و دستاورد آن خاتمه، احداث بیمارستان آیت‌الله‌بهاری شهر بهار بود که از دو_ سه دهه نیمه‌کاره رها شده‌بود.
روال بومی شدن نماینده، از آن پس همچنان ادامه دارد و در دورهٔ نهم نمایندگی مجلس شورای اسلامی، رقابت میان رضا طلایی‌نیک نامزد اصولگرا با شعار «پیروی از ولایت با خدمت و بصیرت» و سردار پور مختار با سابقه عضویت در سپاه پاسداران انقلاب اسلامی نامزد دیگر اصولگرایان با شعار «جهاد اقتصادی، غنای فرهنگی، رفاه اجتماعی» برگزار شد که نهایتاً سردار محمدعلی پورمختار متولد و ساکن لالجین برندهٔ این انتخابات بحث‌برانگیز شد.
آخرین نماینده این شهرستان مهندس جعفری از روستای داق داق آباد شهرستان کبودراهنگ بود که در همه‌گیری کرونا ۲۰۲۰(کویید۱۹) دچار بیماری شده و فوت کرد.
در نتیجه، در انتخابات میان‌دوره ای مجلس سال ۱۴۰۰ فتح‌الله توسلی با اکثریت آرا به عنوان نماینده شهرستان‌های بهار و کبودراهنگ انتخاب شد.

## مراکز علمی و آموزشی
دانشگاه آزاد اسلامی واحد بهار
دانشگاه پیام نور مرکز بهار
دانشکده صنایع غذایی واحد بهار (زیر نظر دانشگاه بوعلی سینا)
دبیرستان دخترانه حجاب
مرکز فنی و حرفه‌ای پسرانه
مرکز فنی و حرفه‌ای دخترانه
دبیرستان شریعتی
آموزشگاه متوسطه پسرانه علی گلی
آموزشگاه دخترانه قدس
کتابخانه باهنر بهار
کتابخانه آیت الله بهاری

## نگارخانه

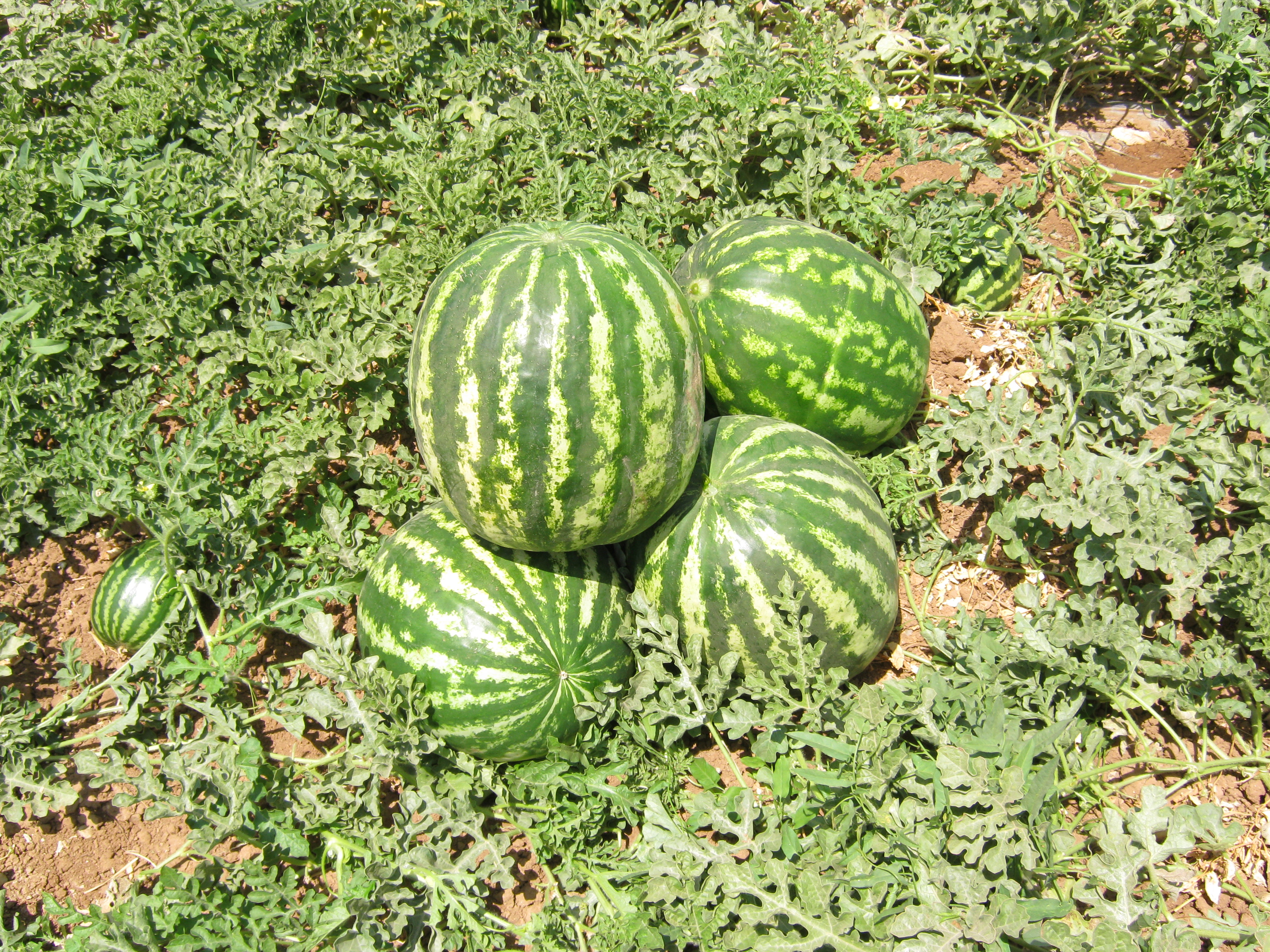
هندوانه بهاری
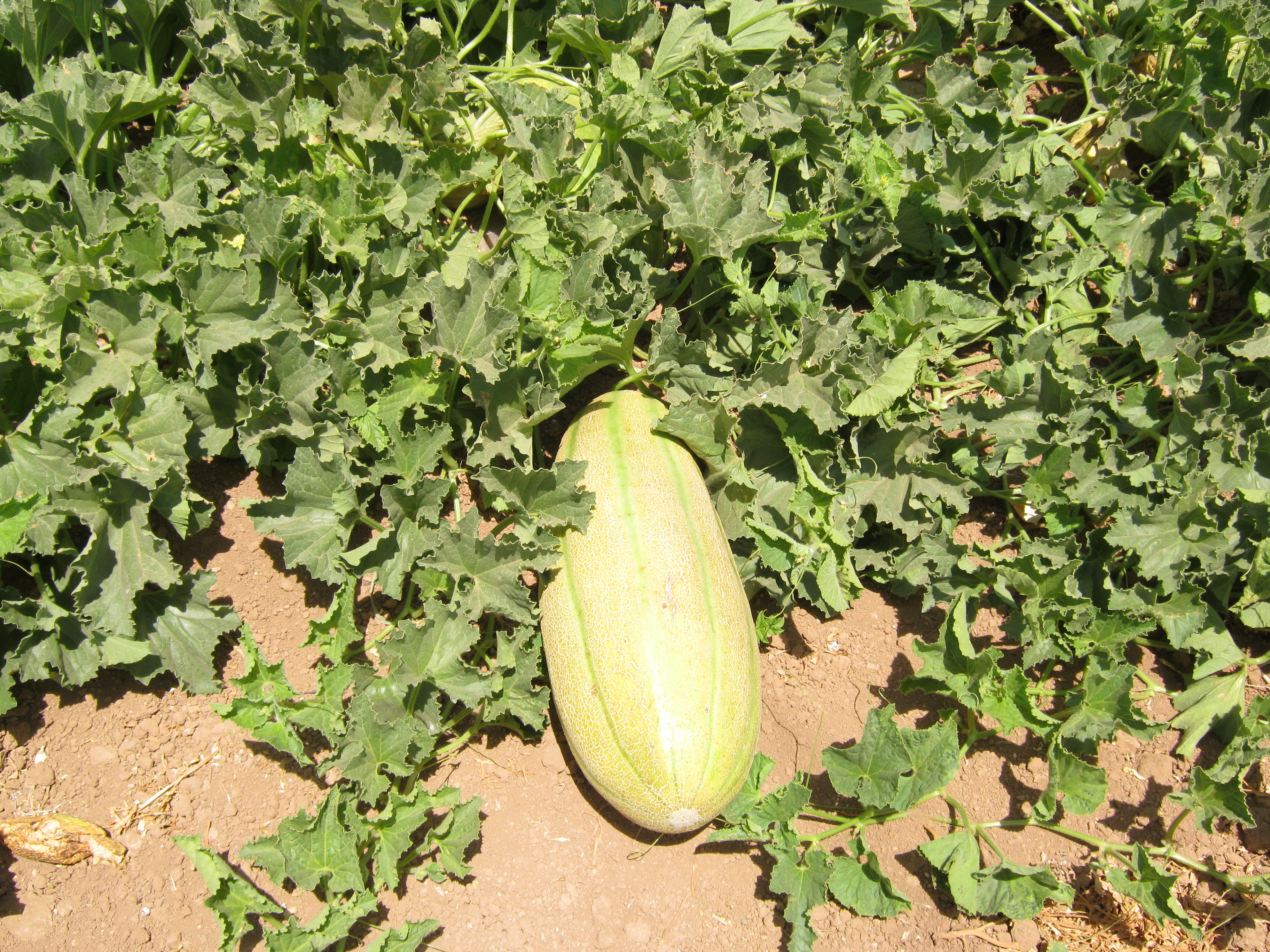
خربزه بهاری

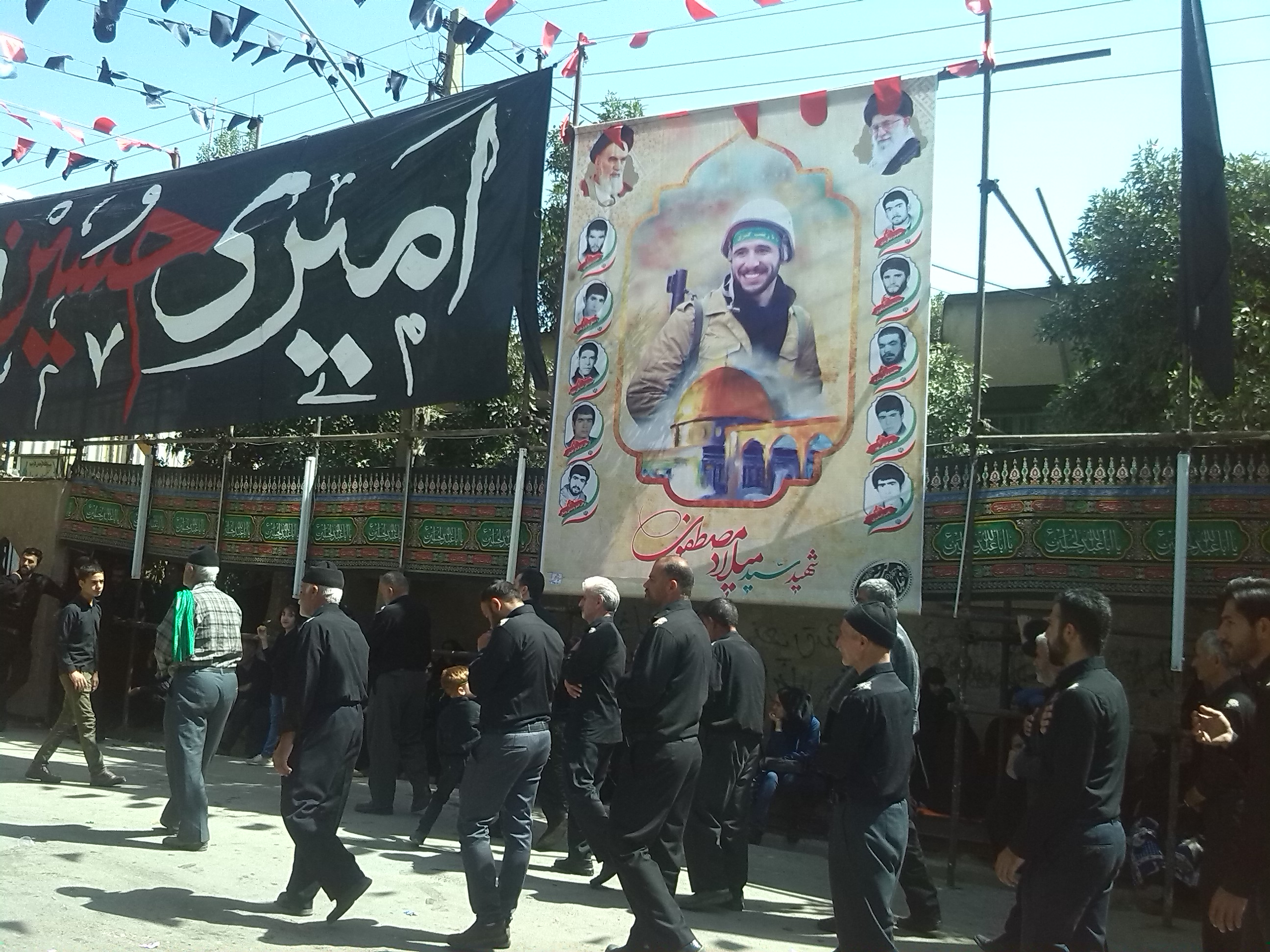
شهید حرم شهر بهار
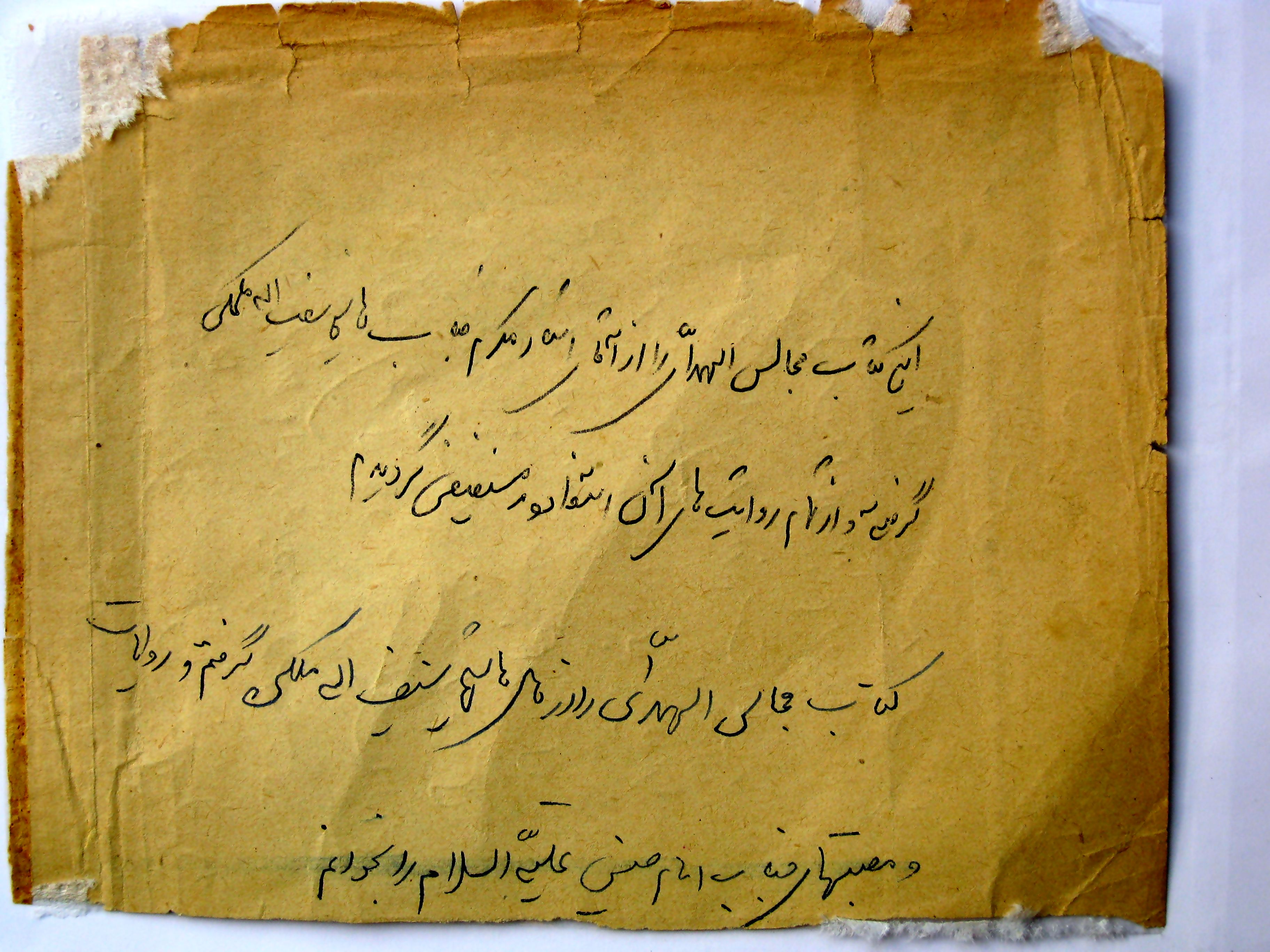
یک دستخط قدیمی
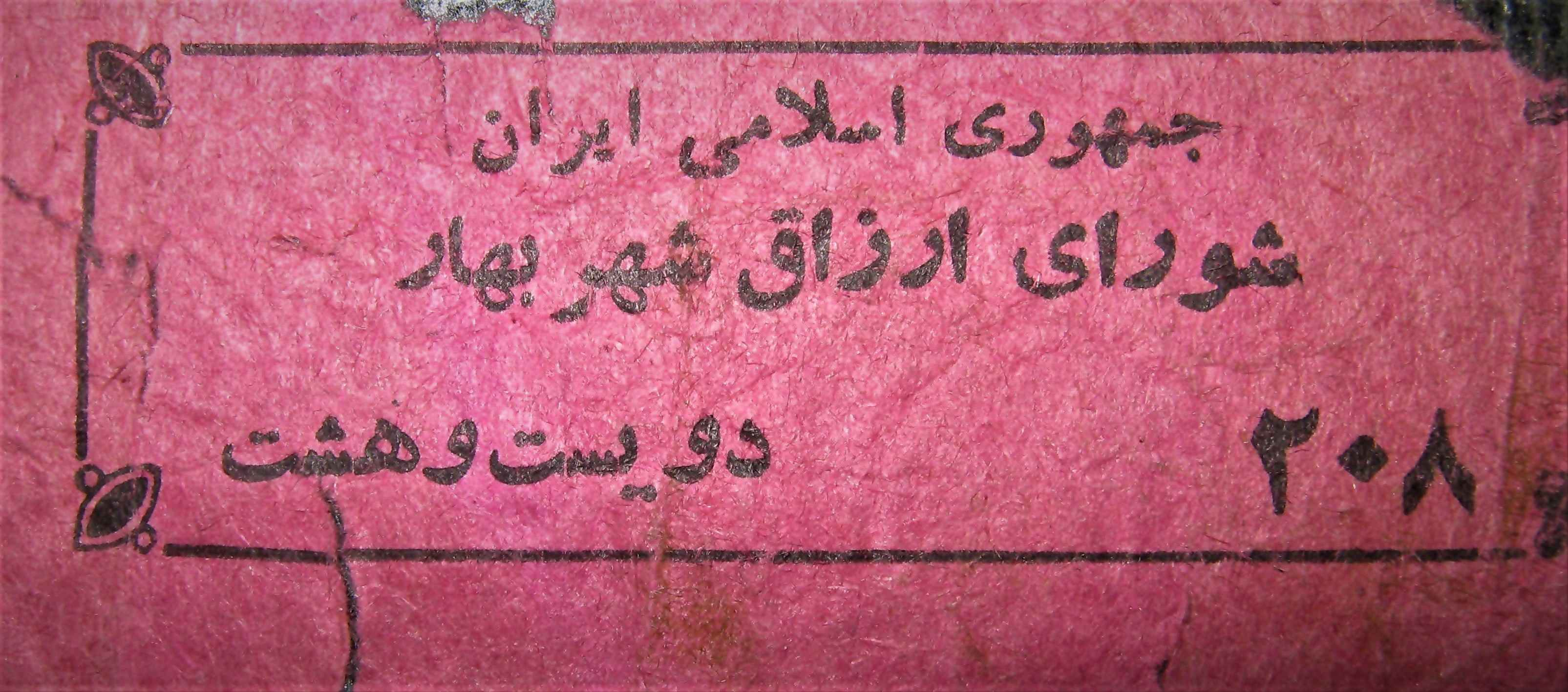
یک سند اقتصادی مربوط به اوایل انقلاب
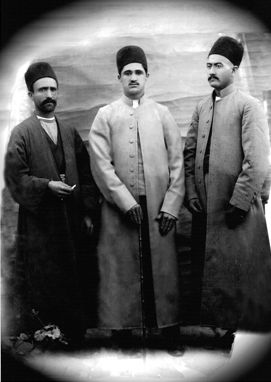
ستارخان، سیف‌الله‌خان، باقرخان
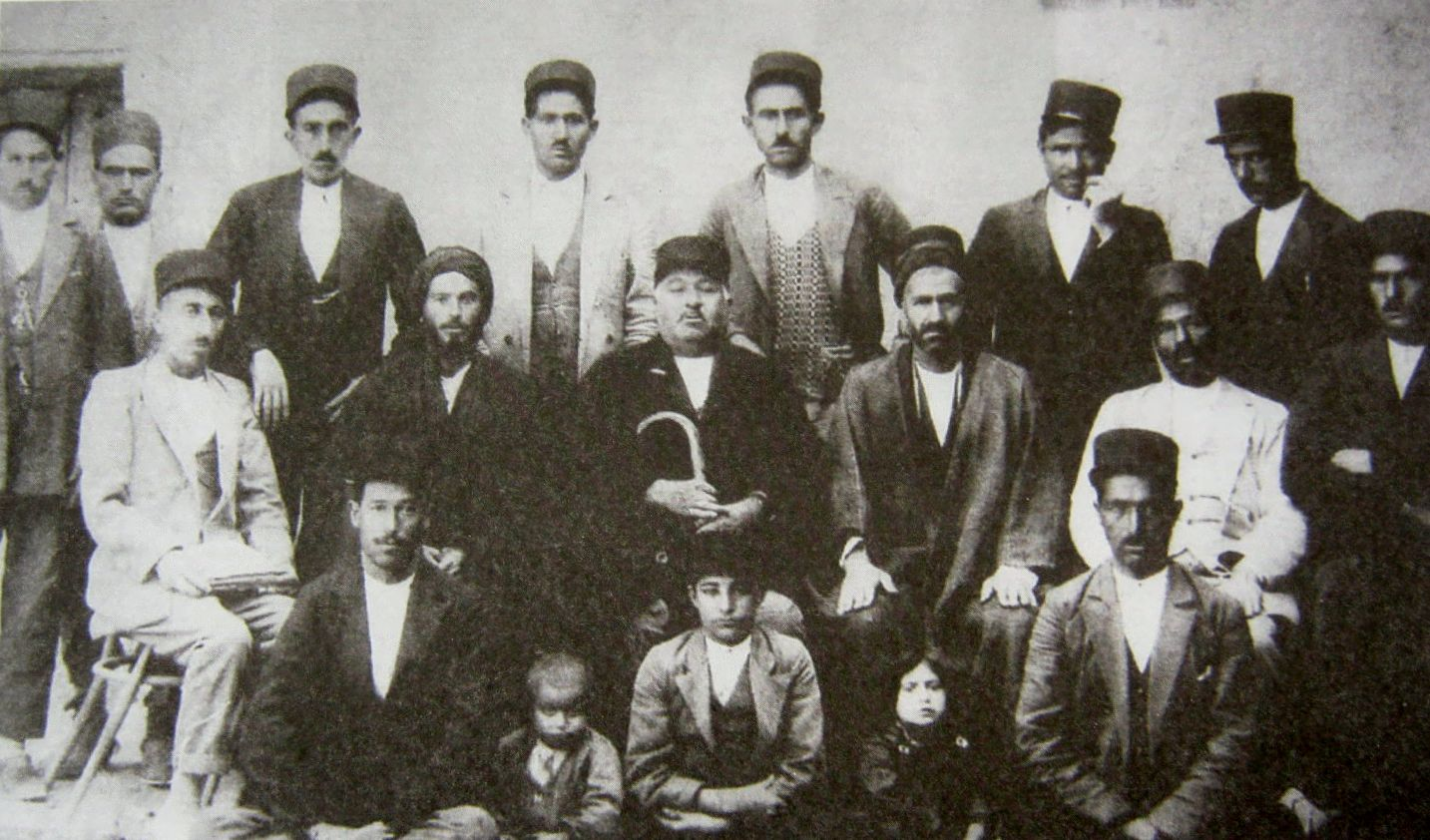
مردان کلاه پهلوی
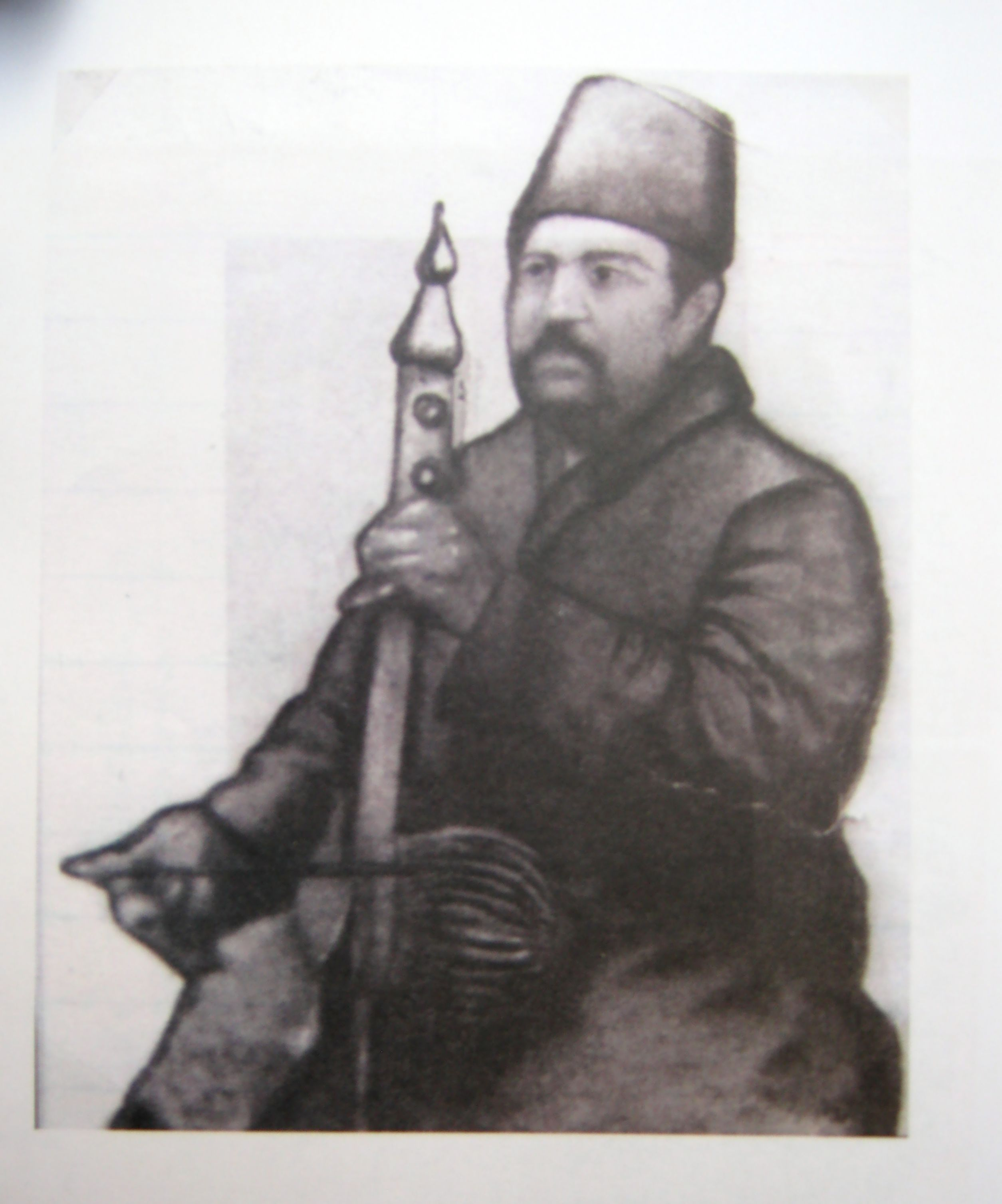
نوازنده بهاری
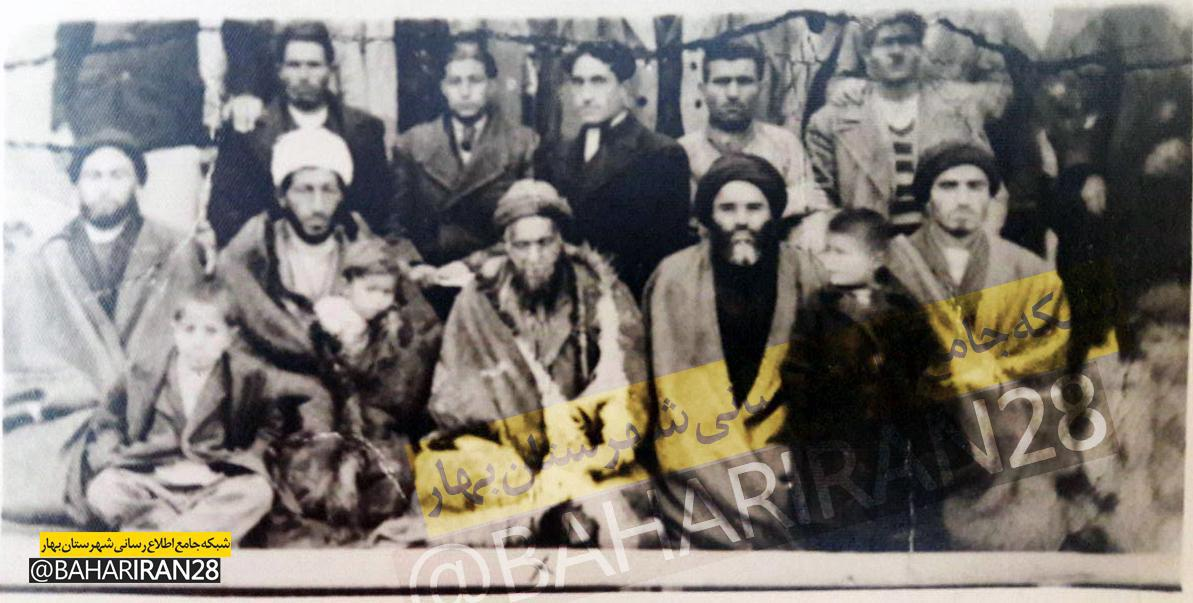
بزرگان گذشته

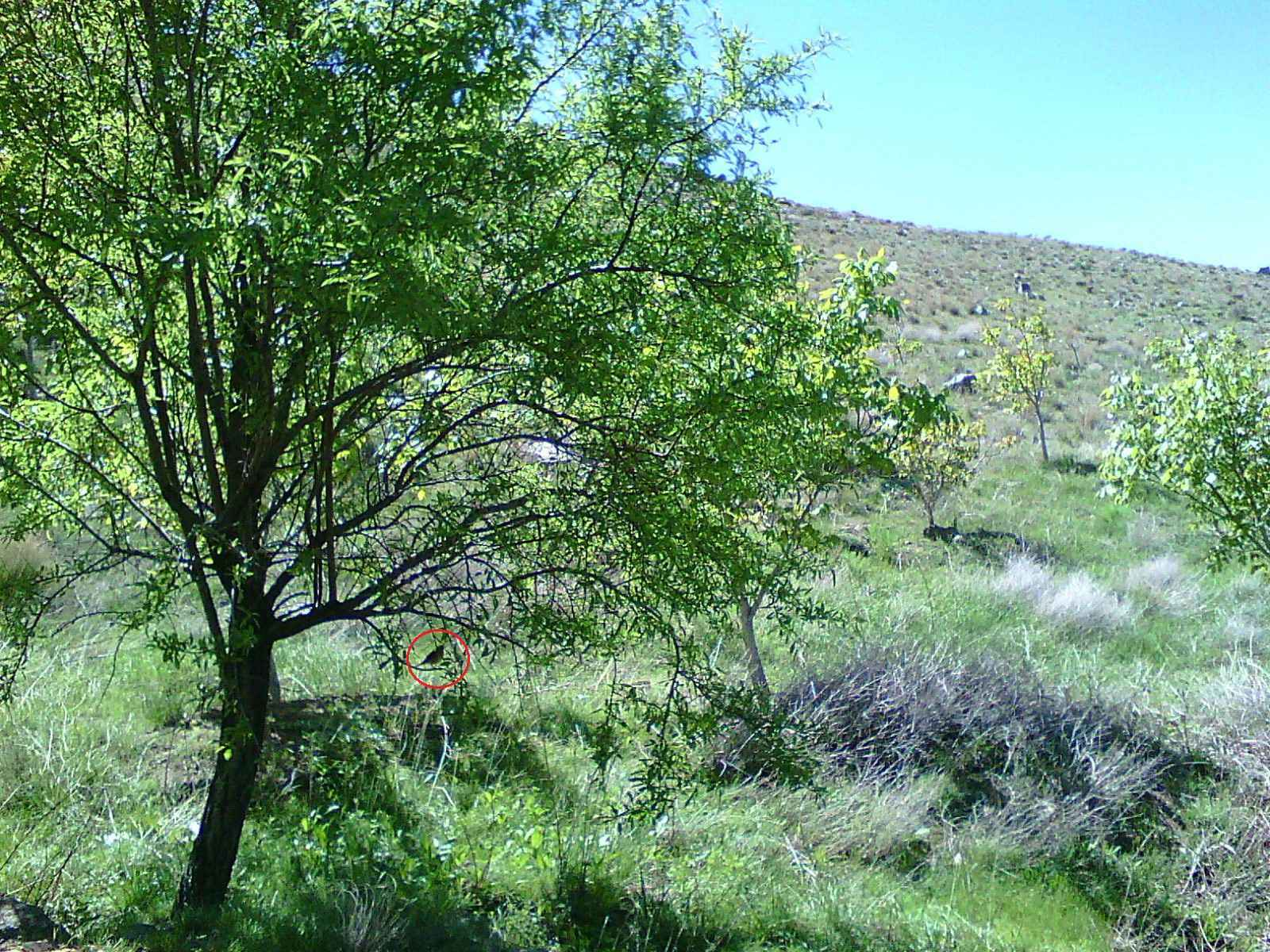
آواز چکاوک در تابستان
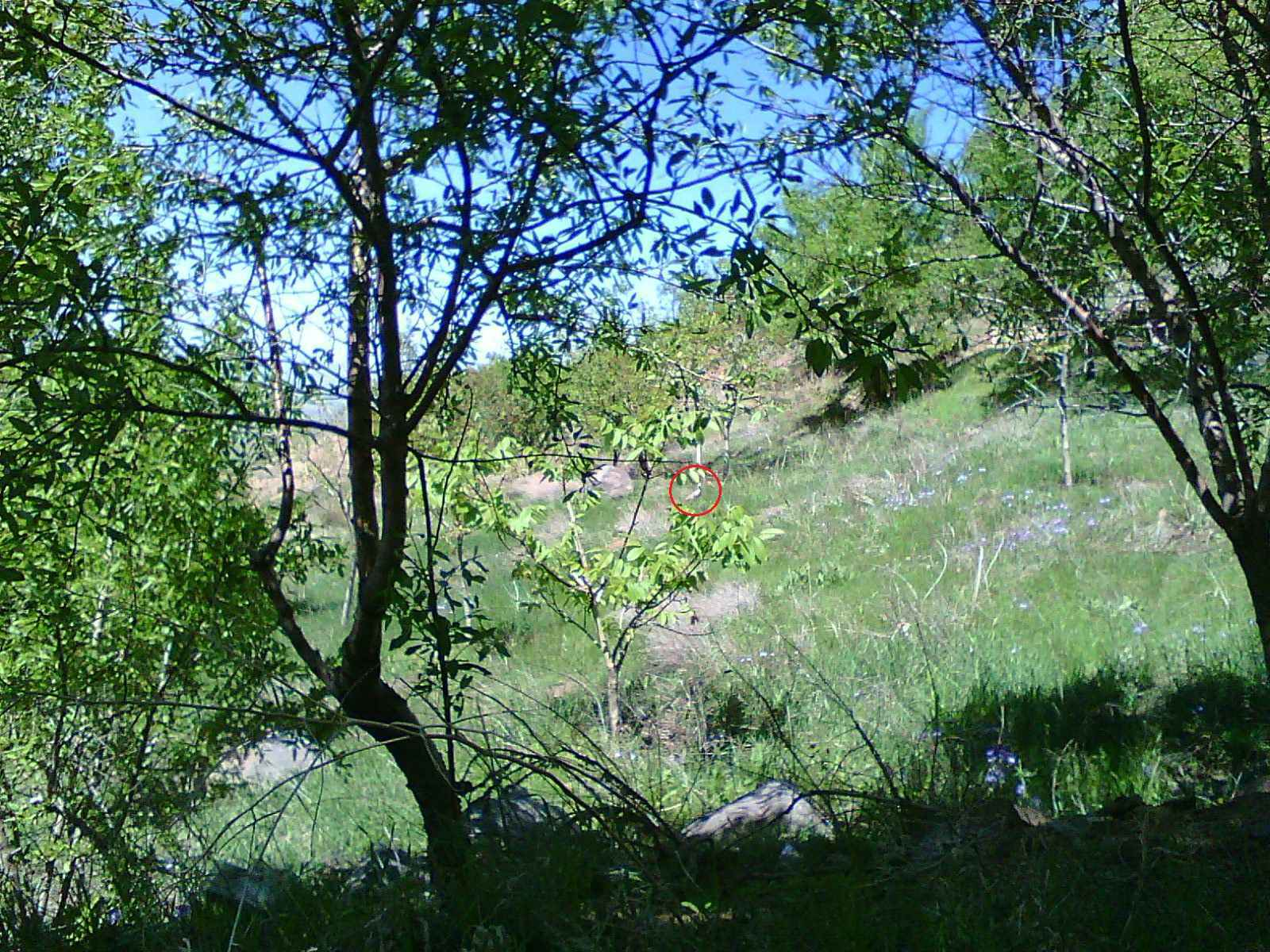
کبک ناحیه و در معرض خطر
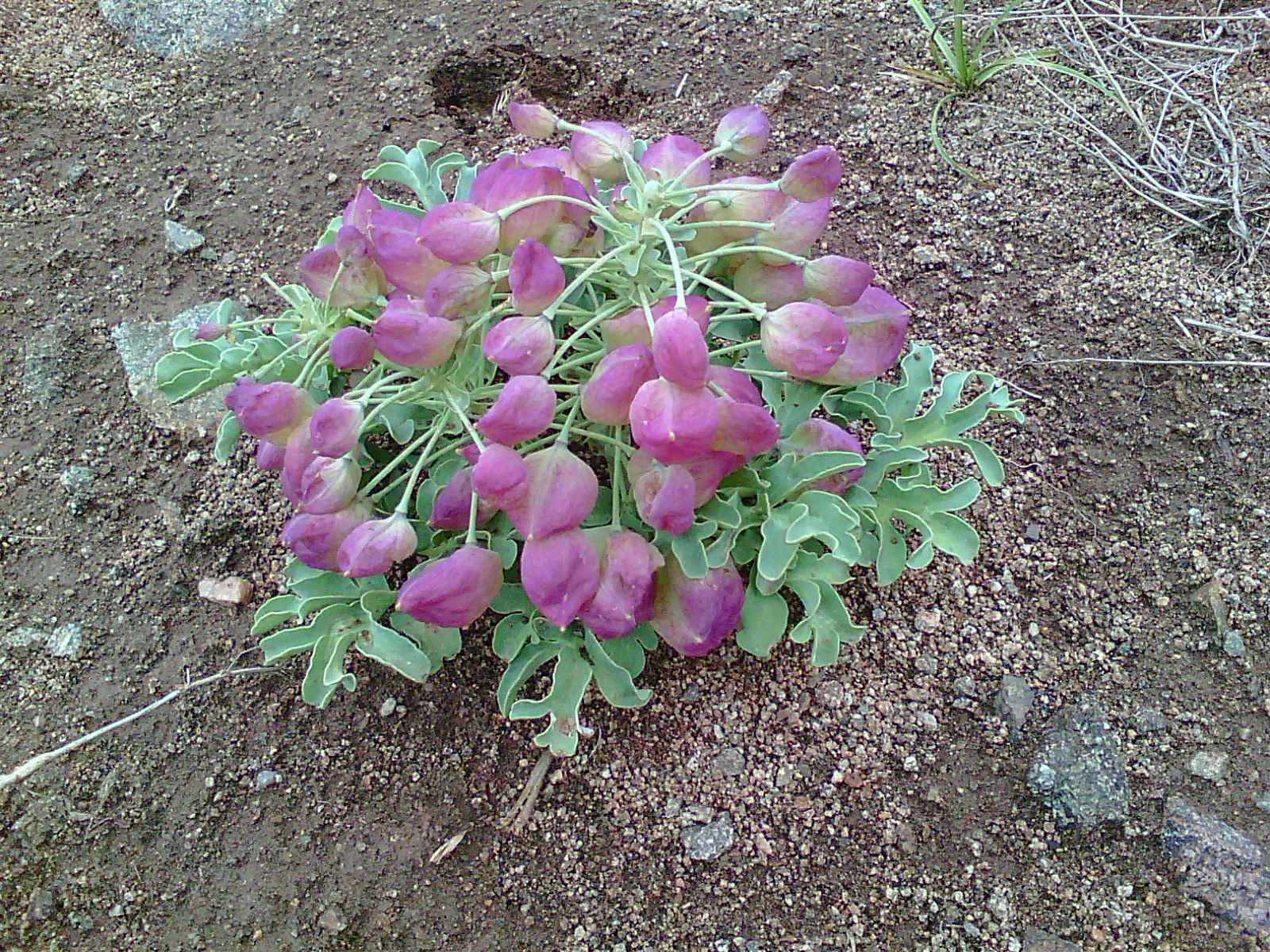
گونه نایاب و در معرض خطر
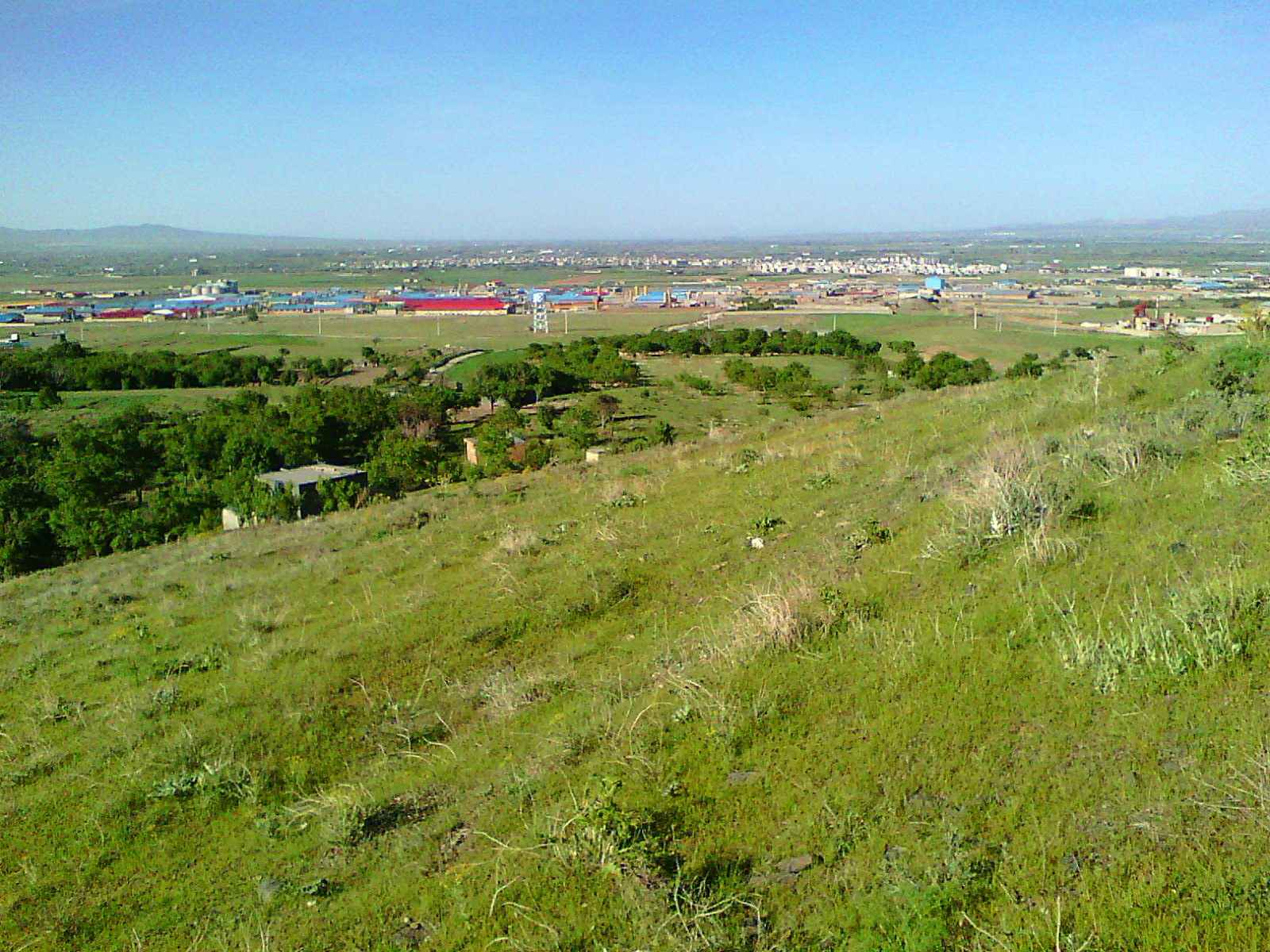
چشم اندازی از شهر
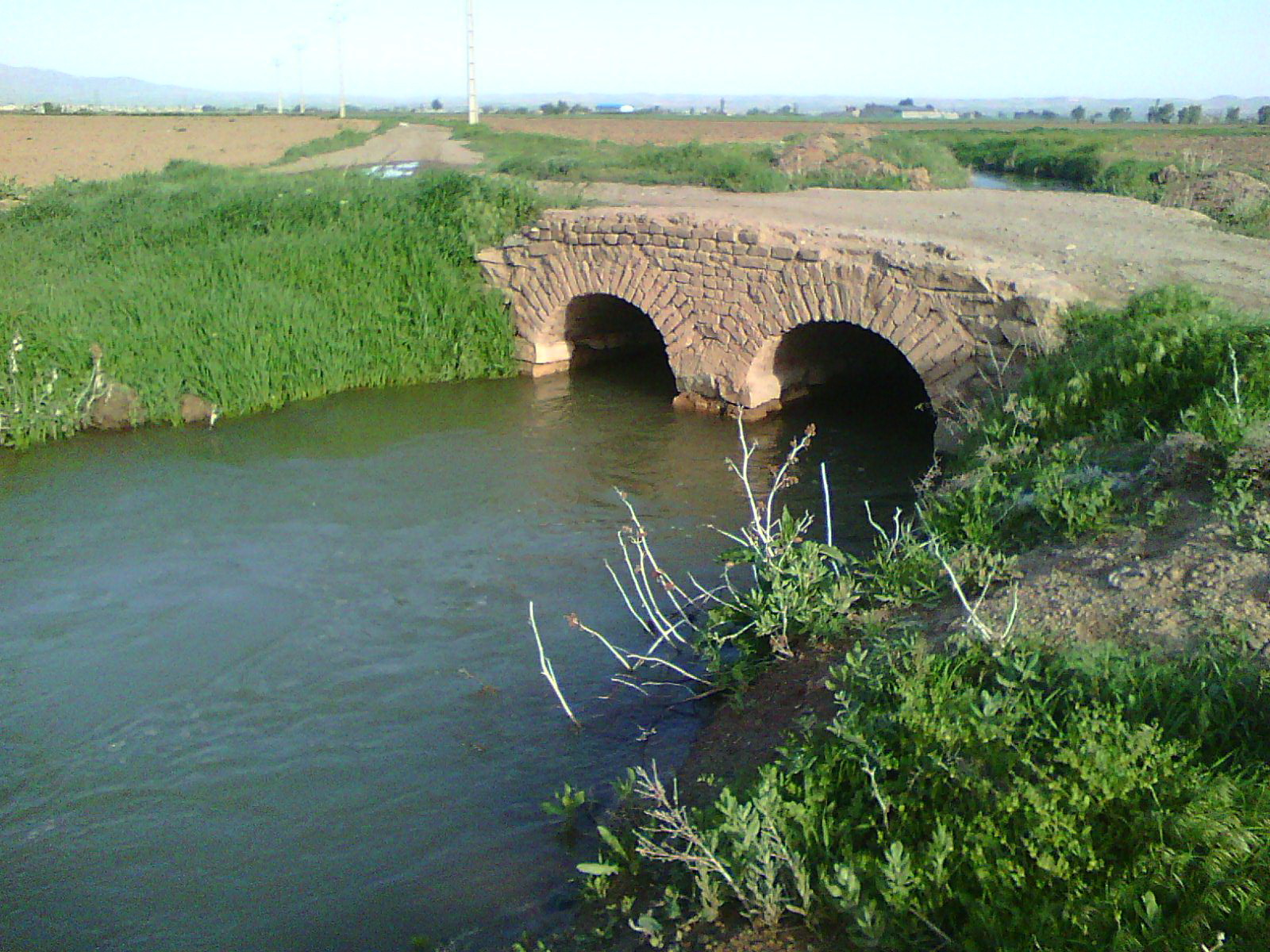
یک پل مواصلاتی
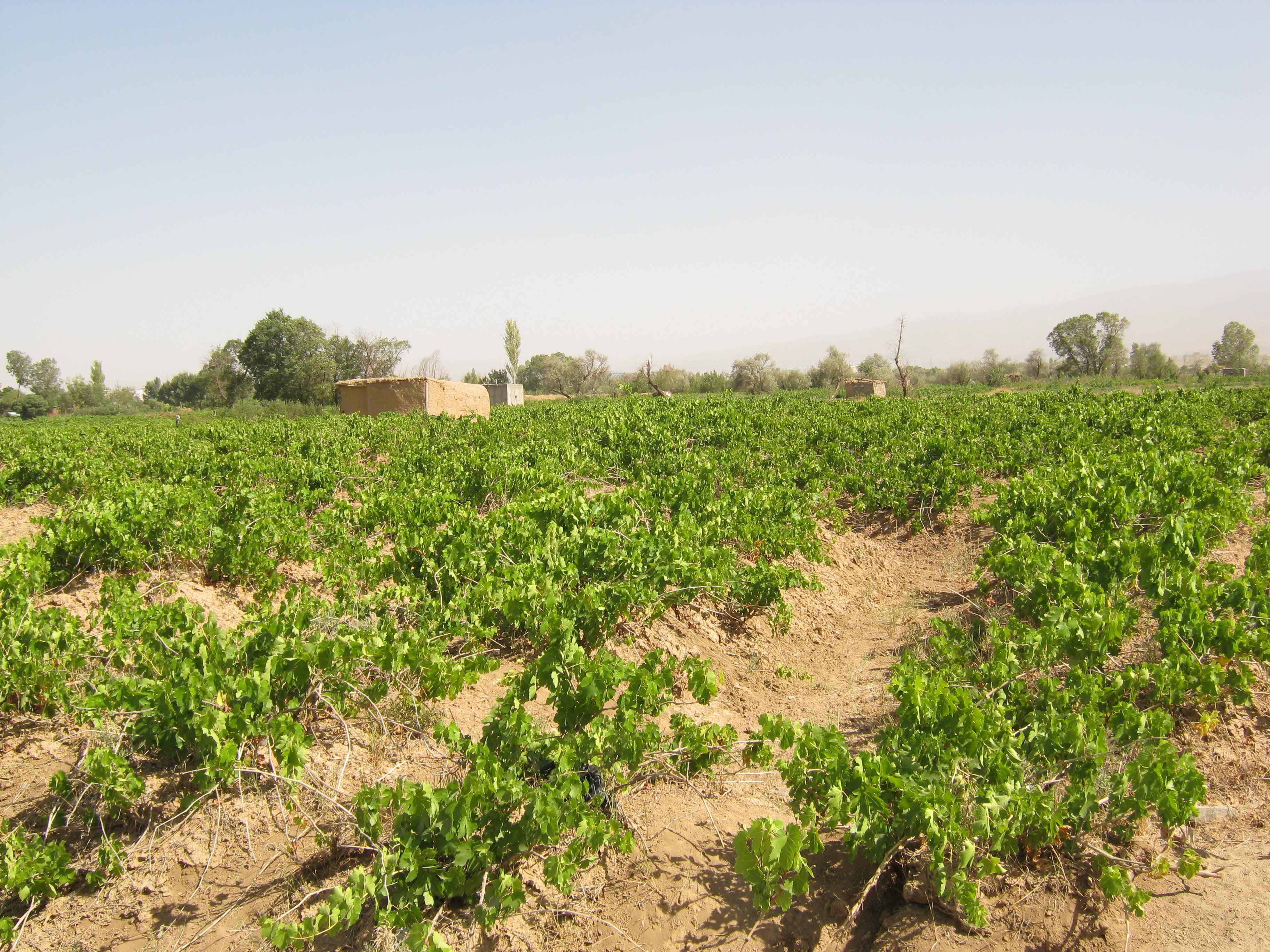
باغات رو به ویرانی

- هندوانه بهاری
- خربزه بهاری